# Dzwonkówka brązowoblaszkowa
Dzwonkówka brązowoblaszkowa (Entoloma rusticoides (Gillet) Noordel.) – gatunek grzybów z rodziny dzwonkówkowatych (Entolomataceae).

## Systematyka i nazewnictwo
Pozycja w klasyfikacji według Index Fungorum: Entoloma, Entolomataceae, Agaricales, Agaricomycetidae, Agaricomycetes, Agaricomycotina, Basidiomycota, Fungi.
Po raz pierwszy opisał go w 1876 r. Claude-Casimir Gillet, nadając mu nazwę Eccilia rusticoides (bazonim). W 1981 r. Machiel Evert Noordeloos przeniósł go do rodzaju Entoloma. Pozostałe synonimy:
- Claudopus rusticoides (Gillet) P.D. Orton 1991
- Paraeccilia rusticoides (Gillet) Largent 1994
- Rhodophyllus rusticoides (Gillet) J.E. Lange 1921

Polską nazwę zarekomendował Władysław Wojewodaw 2003 r.

## Morfologia
Kapelusz
O średnicy 5–15 mm, początkowo wypukły, zwykle głęboko wcięty, z podgiętym brzegiem, później płaski, karbowany. Jest higrofaniczny; w stanie wilgotnym półprzezroczysty, prążkowany do środka. Powierzchnia od blado do umiarkowanie ciemno-żółtobrązowej, nieco ciemniejszj w środku, jaśniejsza na brzegu, środek gładki.
Blaszki
Od 10-25 z blaszeczkami (l = 1–5), średnio gęste, zbiegające, początkowo łukowate, blado brązowawo-różowe, następnie brzuchate, brązowawo-różowe. Ostrza równe, tej samej barwy.
Trzon
Wysokość 3–30 mm, grubość 1–2 mm, cylindryczny, często lekko poszerzony u podstawy. Powierzchnia żółtobrązowa, tej samej barwy lub nieco bledsza od kapelusza, włókienkowato-prążkowana, podstawa biała, owłosiona
Miąższ
Cienki, tej samej barwy co powierzchnia, bez zapachu i bez smaku.
Cechy mikroskopowe
Zarodniki 8–11 × 7–9,5 µm, Qav = 1,1, zaokrąglone-izodiametryczne, w widoku z boku 5–6-kątne, ze sprzążką bazalną. Cystyd brak. Strzępki skórki kapelusza typu cutis z przejściami do trichodermy, zbudowana z promieniście ułożonych, cylindrycznych strzępek o szerokości 4–11 µm z cylindrycznymi lub maczugowatymi elementami końcowymi o średnicy do 20 µm. Warstwa podskórkowa czasami dobrze rozwinięta, złożona z napęczniałych komórek 40–150 × 10–40 µm. W błonie strzępek skórki kapelusza i w tramie trzonu występuje pigment, blady i ziarnisty pigment występuje także wewnątrz komórek, szczególnie w warstwie podskórkowej.

## Występowanie i siedlisko
Podano stanowiska w Europie, Ameryce Północnej, Azji i Australii. Gatunek rzadki. W Polsce W. Wojewoda w 2003 r. przytoczył 2 stanowiska, w późniejszych podano wiele następnych. Na Czerwonej liście roślin i grzybów Polski ma status E – gatunek wymierający, którego przeżycie jest mało prawdopodobne, jeśli nadal będą działać czynniki zagrożenia.
Grzyb naziemny. Występuje w lasach i na łąkach, w miejscach bogatych w próchnicę, ogrodach, nieużytkach itp.